# Fors (Svezia)
Fors è un'area urbana della Svezia situata nel comune di Avesta, contea di Dalarna.
La popolazione rilevata nel censimento 2010 era di 827 abitanti .